# Santa Barbara (California)
Santa Barbara è una città degli Stati Uniti d'America, capoluogo dell'omonima contea californiana.

## Geografia fisica

### Territorio
Affacciata sull'Oceano Pacifico, è situata sul canale di Santa Barbara, ai piedi delle montagne di Santa Ynez.

## Storia
Centinaia di anni prima dell'arrivo degli spagnoli, nella regione prosperò il popolo chumash, che costruì canoe in legno di sequoia chiamate tomol e tracciò rotte commerciali tra la terraferma e le Channel Islands. 
Nel 1542, l'esploratore Juan Rodriguez Cabrillo entrò con le sue navi nel canale rivendicandolo per la Corona spagnola, ma poco dopo incontrò la morte su un'isola vicina a causa di una gangrena a una gamba. I chumash vissero in pace e prosperità fino alla fine del Settecento, quando gli spagnoli tornarono per stabilirsi definitivamente nella zona e i sacerdoti cattolici fondarono le missioni lungo tutta la costa per convertire al cristianesimo le popolazioni locali. Gli spagnoli costrinsero i chumash ad abbandonare le Channel Islands per costruire le missioni e i presidi e per fornire manodopera nei campi, mentre sulla terraferma il numero dei nativi si ridusse sensibilmente a causa delle malattie importate dall'Europa e dei maltrattamenti subiti. 
I rancheros messicani s'insediarono nel territorio dopo aver ottenuto l'indipendenza dalla Spagna nel 1821. 
Nel 1848 la città venne annessa agli Stati Uniti d'America con la guerra del 1846-48. Con la corsa all'oro del 1849, giunsero migliaia di emigranti dagli Stati Uniti orientali e sul finire del secolo Santa Barbara si trasformò in una località di vacanza per benestanti. 
Dopo il devastante terremoto del 1925, fu sancito per legge che la maggior parte della città fosse ricostruita in quello che oggi è il suo caratteristico stile spagnoleggiante, con gli edifici rivestiti di stucco bianco e il tetto in tegole rosse.

## Economia
Il settore industriale produce principalmente strumenti di precisione, apparecchiature elettroniche e aerospaziali.

### Turismo
È una frequentata località di villeggiatura.

## Cultura

### Istruzione

#### Università
- Università della California, Santa Barbara: istituita nel 1898.

## Monumenti e luoghi d'interesse
Fra i principali monumenti storici vi sono:
- Edificio della Missione: costruito nel 1786 e ancora in uso.
- Forte spagnolo: edificato nel 1782.